# Midlands
Midlands (tiếng Anh: The Midlands) là một khu vực văn hoá và địa lý về đại thể nằm tại miền trung nước Anh, gần tương ứng với Vương quốc Mercia vào thời sơ kỳ Trung cổ. Khu vực giáp với các vùng South East England, South West England, North West England, Yorkshire and Humber, East of England cùng thuộc Anh và với Wales. Thành phố lớn nhất Midlands là Birmingham, và khu vực Midlands đóng một vai trò quan trọng trong cách mạng công nghiệp vào thế kỷ 18 và 19. Theo thuật ngữ hiện đại, Midlands gồm hai vùng thống kê East Midlands và West Midlands. Hầu như toàn bộ các chức năng hành chính của các vùng tại Anh đã bị bãi bỏ vào năm 2012. Tại Midlands, nhiều chức năng được phân quyền đã được chuyển cho Midlands Engine.

## Phạm vi
Mặc dù không có định nghĩa chính xác, song Midlands thường được cho là bao gồm các hạt Derbyshire, Herefordshire, Leicestershire, Lincolnshire, Northamptonshire, Nottinghamshire, Rutland, Shropshire, Staffordshire, Warwickshire, Worcestershire và West Midlands. Các khu vực không chắc chắn có thể kể đến là Peterborough, ngoài ra có một vùng phi chính thức được gọi là South Midlands có thể được xác định là gồm Bedfordshire, Buckinghamshire, Oxfordshire và Gloucestershire.
Với ranh giới hạn chế hơn so với vùng truyền thống được gọi là Midlands, hai vùng thống kê hiện đại cùng tạo thành Midlands là West Midlands và East Midlands. Đây cũng là hai khu vực bầu cử của Nghị viện châu Âu.
West Midlands gồm có: 
- Các hạt quận Staffordshire (1), Warwickshire (2) và Worcestershire (3),
- Các hạt nhất thể Herefordshire (4) và Shropshire (5),
- Các khu tự quản vùng đô thị Birmingham (6), Coventry (7), Dudley (8), Sandwell (9), Solihull (10), Walsall (11) và Wolverhampton (12), và
- Thành phố Stoke-on-Trent (13) và khu phố Telford and Wrekin (14); ([chính quyền nhất thể).

East Midlands gồm có:
- Các hạt quận Derbyshire (15), Leicestershire (16), Lincolnshire (17), Northamptonshire (18) and Nottinghamshire (19),
- Hạt nhất thể Rutland (20), và
- Các thành phố Derby (21), Leicester (22) & Nottingham (23); (chính quyền nhất thể).

Hai vùng có tổng dân số theo ước tính năm 2014 là 10.350.000 (10.135.000 theo điều tra năm 2011), và có diện tích là 28.631 km².

## Khu vực doanh nghiệp "Midlands Engine"
Động cơ Midlands cho tăng trưởng (The Midlands Engine for Growth) là một sáng kiến của chính phủ được thành lập vào năm 2017 nhằm tìm cách làm cho Midlands trở thành động lực tăng trưởng cho nền kinh tế Anh. Nó được hỗ trợ bởi các doanh nghiệp, chính quyền địa phương và 11 chương trình hợp tác doanh nghiệp địa phương. Ranh giới của nó rộng hơn so với các khu vực thống kê của Tây và Đông Midlands, trong đó nó kết hợp toàn bộ Lincolnshire, bao gồm các hạt North Lincolnshire và Đông Bắc Lincolnshire (mặc dù một phần của hạt nghi lễ Lincolnshire, nó nằm trong Yorkshire và vùng Humber); Bedfordshire (vùng Đông Anh); Các hạt Aylesbury Vale và Milton Keynes ở Buckinghamshire và Cherwell ở Oxfordshire (vùng Đông Nam nước Anh). Tuy nhiên, nó không bao gồm Rutland (vùng Đông Midlands), là một phần của chương trình hợp tác Doanh nghiệp Greater Cambridge Greater Peterborough.

## Địa lý
Midlands chủ yếu là đất thấp và bằng phẳng, song có các đồi cô lập như đồi Turners có tầm nhìn rộng. Khu đồi Shropshire nằm về phía tây gần biên giới với Wales, và khu Peak District nằm tại miền nam dãy Pennine thuộc phần phía bắc của khu vực. Khu đồi Shropshire đạt đến độ cao trên 500 m, như các dãy Long Mynd, Clee Hills và Stiperstones. Wenlock Edge chạy dọc phần trung tâm của AONB khu đồi Shropshire, là một dãy kéo dài và thấp, trải trên 24 km. Peak District đạt đến độ cao từ 300 m đến 600 m; Kinder Scout là đỉnh cao nhất với 636 m. Xa về phía nam, biên giới với Wales đạt đến chiều cao trên 700 m tại núi Black, đây cũng là đỉnh cao nhất hạt Herefordshire.
Khu đồi Malvern được hình thành từ một vài đá cổ tại Anh (khoảng 680 triệu năm) và trải dài khoảng 13 km qua hai hạt của West Midlands (Worcestershire và Herefordshire) cũng như miền bắc Gloucestershire tại South West. Điểm cao nhất của khu đồi là Worcestershire Beacon với 425 m trên mực nước biển. Các khu đồi thấp hơn cao khoảng 200 m - 300 m, như Charnwood Forest tại Leicestershire, Cannock Chase tại Staffordshire, và Lincolnshire Wolds (100 m - 200 m). Cotswolds được xác định là một AONB (vùng vẻ đẹp tự nhiên nổi bật) vào năm 1966. – trải trên 140 km qua sáu hạt (Oxfordshire, Gloucestershire, Wiltshire, Somerset, Warwickshire và Worcestershire), song tập trung tại Gloucestershire. Điểm cao nhất là tại đồi Cleeve với 330 m.

### Khí hậu
Midlands có khí hậu đại dương ôn hoà, với mùa đông lạnh, âm u và mưa nhiều còn mùa hè dễ chịu, hầu hết là khô và nhiều nắng. Nhiệt độ thường dao động từ -0,4 °C vào đêm mùa đông đến 24,1 °C vào ban ngày mùa hè. Do vị trí địa lý, đây là nơi cách xa bờ biển nhất so với những nơi khác tại Anh, Midlands hầu như là thường có gió nhẹ, với ban ngày ấm và ban đêm lạnh. Thỉnh thoảng Midlands có thể có các buổi đêm rất lạnh như nhiệt độ tối thiểu là -18,7 °C tại Pershore vào ngày 20 tháng 12 năm 2010, ngày trước đó có nhiệt độ cao nhất chỉ là -8,2 °C. Cũng có thể có các ngày nóng, nhiệt độ tối đa từng lên đến 34 °C tại Pershore vào ngày 19 tháng 7 năm 2006. Ngoài ra còn có thể có các đêm mùa đông rất êm dịu, như tại Bidford-on-Avon khi nhiệt độ vào lúc 6 giờ chiều cao đến 15,2 °C vào ngày 9 tháng 1 năm 2015. Vào lúc 8 giờ sáng hôm sau nhiệt độ vẫn là 13 °C.
| Dữ liệu khí hậu của Midlands      | Dữ liệu khí hậu của Midlands | Dữ liệu khí hậu của Midlands | Dữ liệu khí hậu của Midlands | Dữ liệu khí hậu của Midlands | Dữ liệu khí hậu của Midlands | Dữ liệu khí hậu của Midlands | Dữ liệu khí hậu của Midlands | Dữ liệu khí hậu của Midlands | Dữ liệu khí hậu của Midlands | Dữ liệu khí hậu của Midlands | Dữ liệu khí hậu của Midlands | Dữ liệu khí hậu của Midlands | Dữ liệu khí hậu của Midlands |
| Tháng                             | 1                            | 2                            | 3                            | 4                            | 5                            | 6                            | 7                            | 8                            | 9                            | 10                           | 11                           | 12                           | Năm                          |
| --------------------------------- | ---------------------------- | ---------------------------- | ---------------------------- | ---------------------------- | ---------------------------- | ---------------------------- | ---------------------------- | ---------------------------- | ---------------------------- | ---------------------------- | ---------------------------- | ---------------------------- | ---------------------------- |
| Trung bình ngày tối đa °C (°F)    | 6.7 (44.1)                   | 7 (45)                       | 9.7 (49.5)                   | 12.5 (54.5)                  | 15.9 (60.6)                  | 18.8 (65.8)                  | 21.1 (70.0)                  | 20.8 (69.4)                  | 17.8 (64.0)                  | 13.7 (56.7)                  | 9.6 (49.3)                   | 6.9 (44.4)                   | 13.4 (56.1)                  |
| Tối thiểu trung bình ngày °C (°F) | 1 (34)                       | 0.8 (33.4)                   | 2.4 (36.3)                   | 3.7 (38.7)                   | 6.5 (43.7)                   | 9.4 (48.9)                   | 11.5 (52.7)                  | 11.3 (52.3)                  | 9.3 (48.7)                   | 6.5 (43.7)                   | 3.5 (38.3)                   | 1.3 (34.3)                   | 5.6 (42.1)                   |
| Lượng mưa trung bình mm (inches)  | 74 (2.9)                     | 54 (2.1)                     | 58.8 (2.31)                  | 59.1 (2.33)                  | 58.5 (2.30)                  | 62.3 (2.45)                  | 60.8 (2.39)                  | 66.9 (2.63)                  | 66.2 (2.61)                  | 82 (3.2)                     | 77.1 (3.04)                  | 78.7 (3.10)                  | 798.4 (31.36)                |
| Số ngày mưa trung bình (≥ 1 mm)   | 12.9                         | 10.2                         | 11.5                         | 10.6                         | 10.2                         | 9.7                          | 9.4                          | 10                           | 9.7                          | 12.2                         | 12.5                         | 12.4                         | 131.3                        |
| Số giờ nắng trung bình tháng      | 52.1                         | 71.4                         | 104.8                        | 147                          | 183.2                        | 174.7                        | 189.6                        | 177.6                        | 132.2                        | 99.4                         | 61.2                         | 45                           | 1.438,2                      |
| Nguồn: Met Office                 |                              |                              |                              |                              |                              |                              |                              |                              |                              |                              |                              |                              |                              |